# Осока волосистоплодная
Осо́ка волосистопло́дная (лат. Carex lasiocarpa) — многолетнее травянистое растение, вид рода Осока (Carex) семейства Осоковые (Cyperaceae).

## Ботаническое описание

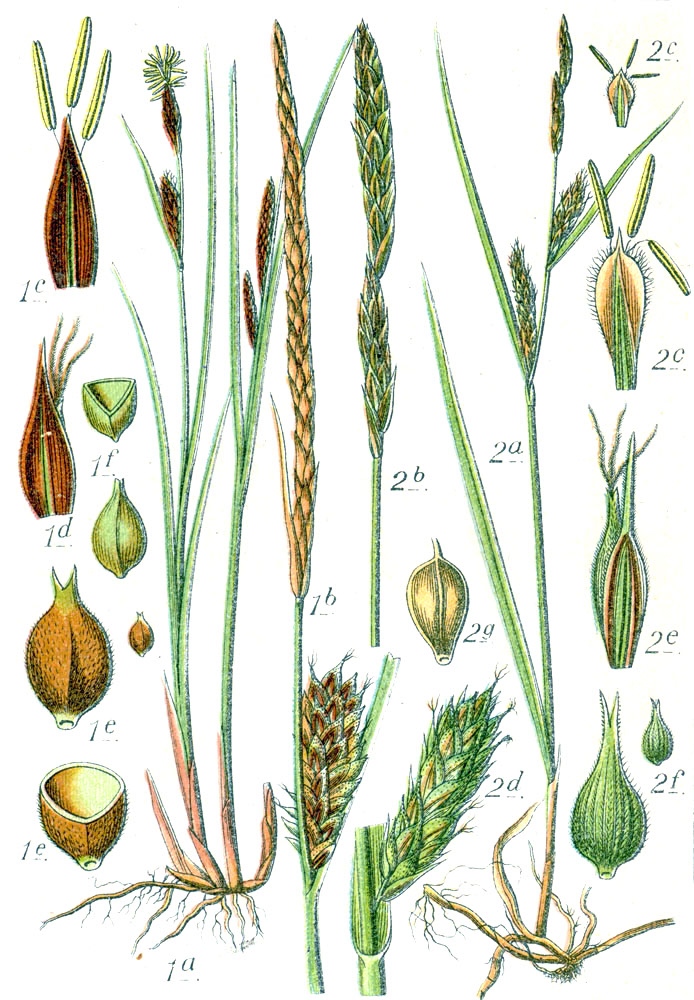
1 — Carex lasiocarpa

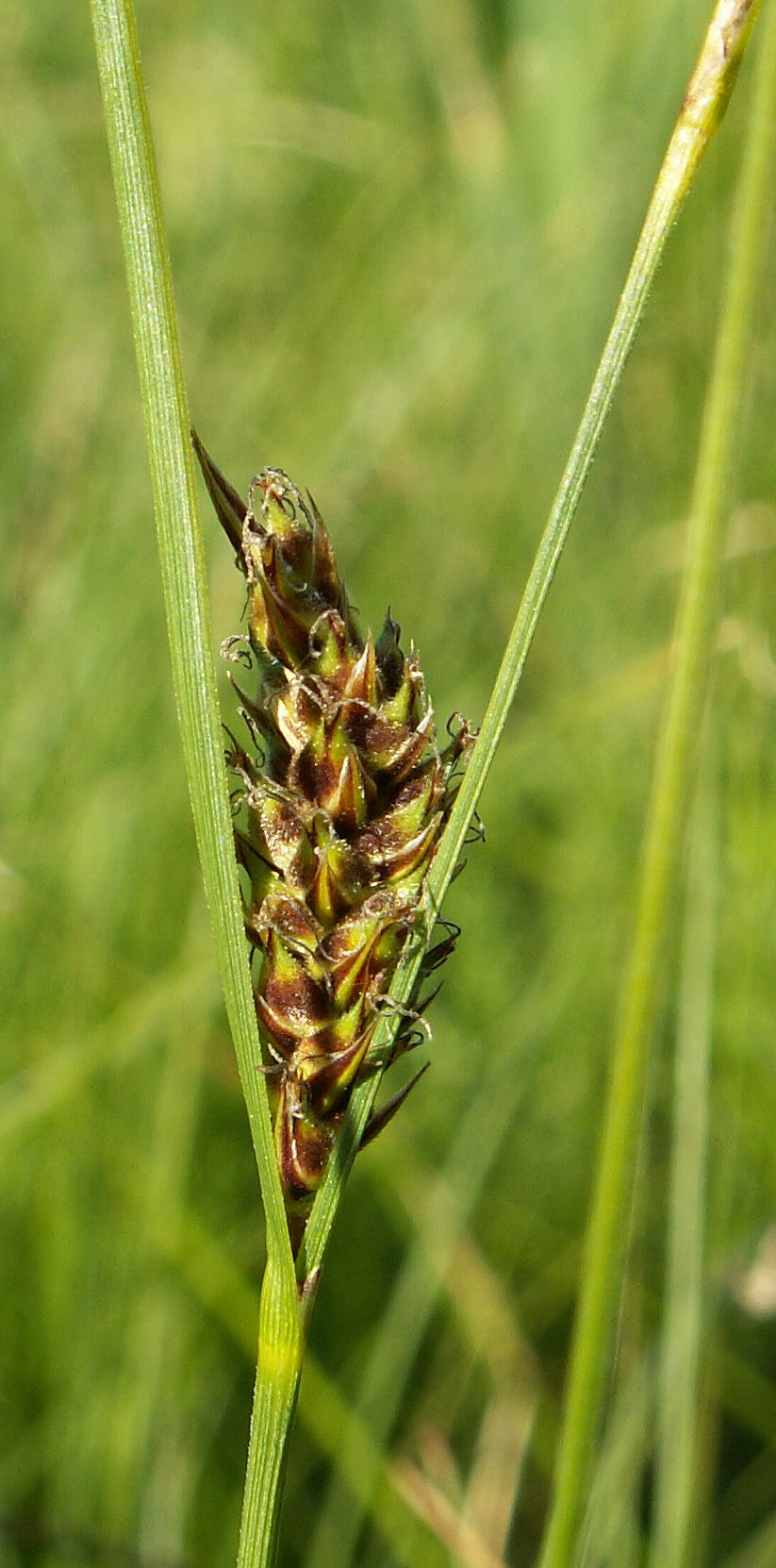
Женское соцветие, Северо-Западная Польша

Серо-зелёное растение с ползучими корневищами, образующими дерновины.
Стебли тонкие, но крепкие, неясно-трёхгранные, кверху почти гладкие, 50—100 см высотой, окружены у основания плотными, лоснящимися, красновато-бурыми, желтоватыми или тёмно-пурпурными, сетчато-расщепляющимися влагалищами листьев.
Листья длинные, желобчатые, 1—2 мм шириной, книзу несколько утолщённые, равные стеблю. Влагалища и пластинки листьев голые.
Верхние (1)2—5 колосков тычиночные, сближенные, линейные, 2—4 см длиной, с ланцетными, острыми, ржаво-бурыми чешуями; остальные 2—4(5), пестичные, много и возможно густоцветковые, расставленные, цилиндрические, 1—3 см длиной, 0,8 см шириной, на очень коротких ножках, сидячие или почти сидячие, прямые. Чешуи пестичных колосков продолговато-яйцевидные и ланцетные, коричневые, в середине светлые, с тремя жилками, короче мешочков, равные им или немного длиннее, с короткой или длинной остью, к краям узко-перепончатые. Мешочки почти округлые в поперечном сечении, продолговато-яйцевидные или яйцевидно-конические, кожистые, (4)4,5—5 мм длиной, с многочисленными утолщёнными жилками, желтовато-зелёные, густоопушённые, на короткой ножке, с коротким, 0,7—1(1,2) мм, коротко-двузубчатым носиком с зубцами 0,5—0,9 мм длиной; носики опушённые и лишь спереди возле устья голые, целиком голые или только по краям реснитчато-волосистые. Рылец 3. Нижний прицветный лист большей частью с длинным влагалищем (редко без влагалища) и с пластинкой, превышающей соцветие.
Плодоносит в мае—июне.
Число хромосом 2n=56.
Вид описан из Швеции и Германии.

## Распространение и экология
Северная Европа, в том числе арктическая Скандинавия; Центральная Европа; Арктическая часть России: Мурман, юго-восточная часть Большеземельской тундры; Европейская часть России: кроме низовьев Волги; Кавказ: запад Предкавказья, запад и центр Большого Кавказа, Кобулети, озеро Севан и Центральное Закавказье; Южный Урал; Западная Сибирь: к югу от 64° северной широты и в бассейне Сухого Полуя; Восточная Сибирь: к югу от 62° северной широты; Дальний Восток: бассейн Амура, Приморский край, южная половина Камчатки, Сахалин; Казахстан: запад, крайний север и Северное Прибалхашье; Восточная Азия: Северо-Восточный Китай, север Корейского полуострова, острова Хонсю и Хоккайдо; Северная Америка: юг Аляски и примерно между 60 и 40° северной широты, преимущественно в восточной части.
Растёт на моховых, преимущественно сфагновых, реже травяно-осоковых болотах, топких берегах водоёмов, в заболоченных лесах, мочажинах; часто образует заросли.

## Значение и применение
На Кольском полуострове ранним летом посредственно поедается северным оленем (Rangifer tarandus). Позже почти не поедается. Другими видами скота на пастбище и в сене поедается плохо.

## Систематика
В пределах вида выделяются три разновидности:
- Carex lasiocarpa var. americana Fernald — от субарктической Америки до северных и центральной части западных штатов США и Мексики (Баия-Тортугас)
- Carex lasiocarpa var. lasiocarpa — умеренные районы Евразии
- Carex lasiocarpa var. occultans (Franch.) Kük. — Осока скрывающаяся; Корея, от Сахалина до Японии

Разновидность Carex lasiocarpa var. occultans (Franch.) Kük. отличается от типовой более коротким и менее густым опушением мешочков, а также по форме листовых пластинок, по цвету влагалищ листьев у основания стеблей и по цвету опушения мешочков. Разновидность Carex lasiocarpa var. americana Fernald отличается от типовой меньшими размерами мешочков (до 4, а не до 5 мм длиной), более обособленными носиками с более короткими зубцами.